# Prothoe mulderi
Prothoe mulderi är en fjärilsart som beskrevs av Snellen van Vollenhoven 1863. Prothoe mulderi ingår i släktet Prothoe och familjen praktfjärilar. Inga underarter finns listade i Catalogue of Life.